# Biswan
Biswan ist eine Stadt im indischen Bundesstaat Uttar Pradesh.
Die Stadt ist Teil des Distrikts Sitapur. Biswan hat den Status eines Nagar Palika Parishad. Die Stadt ist in 25 Wards gegliedert. Sie hatte am Stichtag der Volkszählung 2011 55.780 Einwohner, von denen 29.059 Männer und 26.721 Frauen waren. Muslime bilden die Mehrheit der Bevölkerung in der Stadt. Die Alphabetisierungsrate lag 2011 bei 71,31 %.
Etwa im 15. Jahrhundert wurde Biswan gegründet. Sie ist nach einem Yogi namens Bishwar benannt.